# Saint-Honoré-les-Bains
Saint-Honoré-les-Bains település Franciaországban, Nièvre megyében. Lakosainak száma 687 fő (2022. január 1.). Saint-Honoré-les-Bains Préporché, Sémelay, Vandenesse és Villapourçon községekkel határos.

## Népesség
A település népessége az elmúlt években az alábbi módon változott:
| Lakosok száma | 809  | 756  | 765  | 744  | 730  | 714  | 698  | 691  | 687  |
|               | 2013 | 2015 | 2016 | 2017 | 2018 | 2019 | 2020 | 2021 | 2022 |